# Scipione Forteguerri
Scipione Forteguerri, detto Carteromaco (Pistoia, 4 febbraio 1466 – Pistoia, 16 ottobre 1515), è stato un grammatico e umanista italiano.

## Biografia
Nipote del cardinale Niccolò, fu allievo del Poliziano, prima di viaggiare tra Roma, Padova e Venezia.
Si mise in luce come correttore di bozze e revisore dei testi greci di Aldo Manuzio, che nelle edizioni dei classici gli permetteva di inserire dei propri epigrammi. Dal 1504, anno della stesura del suo trattato De laudibus literarum graecarum,  riprese a viaggiare, trovando come protettori Domenico Grimani prima e Alessandro Farnese (futuro Papa Paolo III) poi. Al seguito di questi, a Bologna, conobbe e aiutò, con le traduzioni di greco, Erasmo da Rotterdam.
Nel 1507, rientrato a Roma, partecipò ai lavori per l'edizione latina della Geografia di Tolomeo.
Negli ultimi anni di vita, e in particolare fra il 1513 e il 1515, è ricordato per aver preso le difese della traduzione effettuata da Teodoro Gaza all'Historia animalium (in replica agli emendamenti proposti dal Leoniceno), attraverso il De cane rabido, una lettera a carattere filologico.